# Saurornithoides
O saurornithoides (Saurornithoides mongoliensis) foi uma espécie de dinossauro carnívoro e bípede que viveu durante o período Cretáceo. Media em torno de 3 metros de comprimento, 2 metros de altura e pesava cerca de 45 quilogramas.
O saurornithoides foi encontrado na Mongólia, Ásia, e foi um dos dinossauros mais inteligentes de que se têm notícia, tendo uma vista penetrante, mesmo de noite o que lhe permite detectar facilmente a sua presa e aliar a distância a que se encontra.

## Outras espécies
- Saurornithoides asiamericanus
- Saurornithoides isfarensis
- Saurornithoides junior